# 灶神廟 (趣伏里)

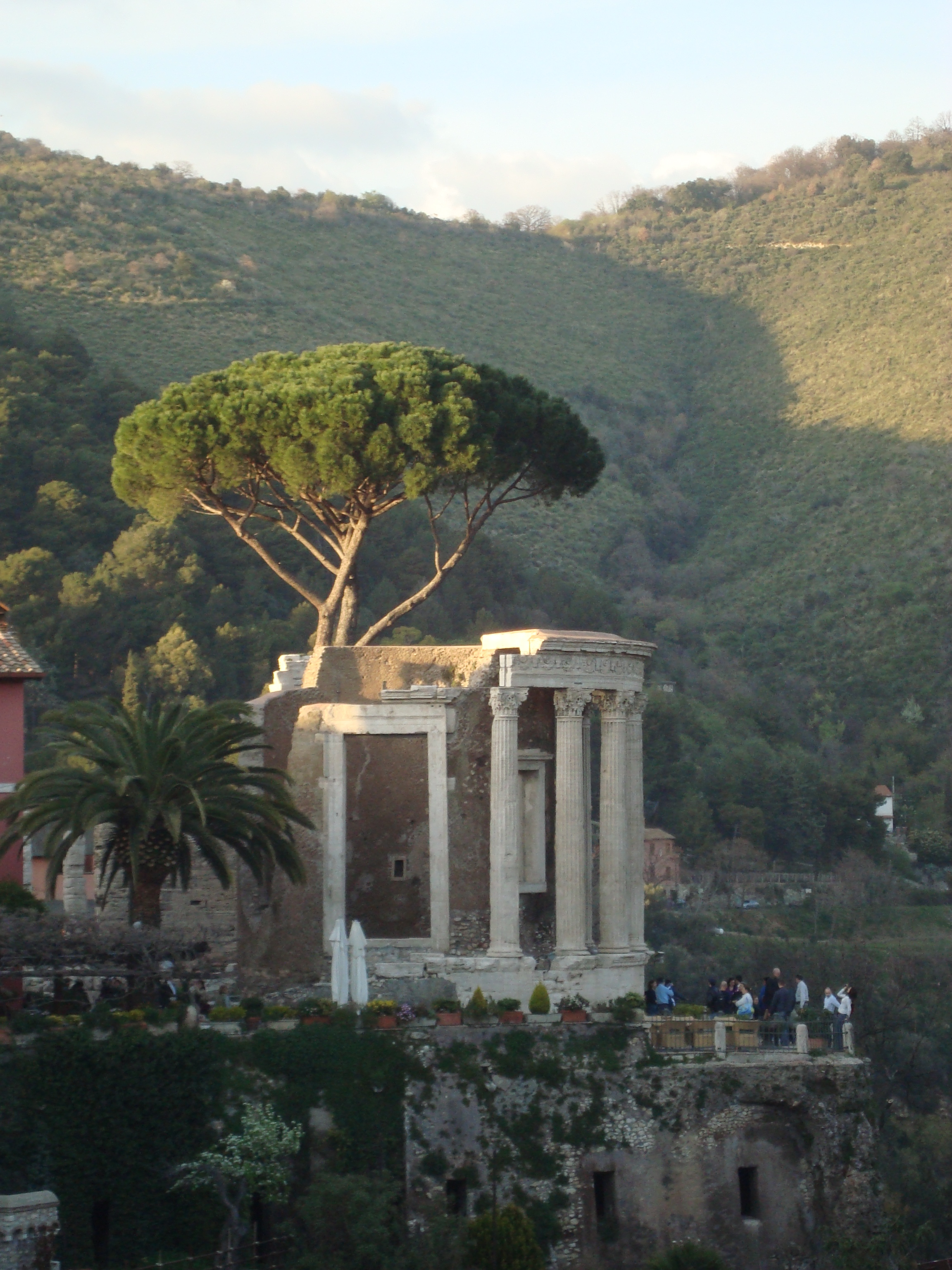
灶神廟

灶神廟（Temple of Vesta）是一座位於義大利拉齊奧大區城市趣伏里的古羅馬神廟，其歷史可追溯至西元前1世紀。這座建築此後被眾多建築效仿複製，在英格蘭、北愛爾蘭、法國、波蘭、加利福尼亞都有類似建築。

## 外部連結
- Roberto Piperno, "Giuseppe Vasi's Digression - Tivoli - part one: the Roman town" （页面存档备份，存于）
- Desgodetz's engravings （页面存档备份，存于）

41°58′00″N 12°48′03″E / 41.9667°N 12.8009°E